# سوجو (مدينة)
سوجو (بالصينية المبسطة: 苏州، بالصينية التقليدية: 蘇州) هي مدينة رئيسية تقع في جنوب شرق مقاطعة جيانغسو بشرق الصين. تعتبر مركزا اقتصاديا رئيسيا ونقطة محورية للتجارة، وثاني أكبر مدينة بمقاطعة جيانغسو، بعد نانجينغ. تقع الواجهة البحرية الشمالية للمدينة على مقربة من نهر يانغتسي، بينما تتمتع بواجهة بحرية جنوبية غربية أكثر تركيزًا على بحيرة تاي - التي تعبرها عدة مجاري مائية، تنتمي منطقتها إلى منطقة دلتا نهر يانغتسي. من الناحية الإدارية، سوجو هي مدينة على مستوى محافظة ‏ يبلغ عدد سكانها 4.33 مليون، ويبلغ إجمالي عدد السكان المقيمين (اعتبارًا من 2013) نحو 10.58 مليون في منطقتها الإدارية. نما سكانها الحضريون بمعدل غير مسبوق بلغ 6.5٪ بين عامي 2000 و 2014، وهو أعلى معدل بين المدن التي يزيد عدد سكانها عن 5 ملايين نسمة.
تأسست المدينة سنة 514 قبل الميلاد، وتتمتع بتاريخ طويل ومثمر. تستضيف المتاحف المحلية عروضا وفيرة لآثارها وتوجد العديد من المواقع ذات الأهمية التاريخية. حوالي 100 بعد الميلاد، خلال عهد سلالة هان الشرقية، أصبحت واحدة من أكبر عشر مدن في العالم بسبب الهجرة من شمال الصين. منذ عهد سلالة سونغ في القرن العاشر، كانت مركزًا تجاريًا مهمًا للصين. خلال عهد سلالة مينغ وسلالة تشينغ، كانت سوجو مركزًا اقتصاديًا وثقافيًا وتجاريًا وطنيًا، فضلاً عن كونها أكبر مدينة غير عاصمة في العالم حتى تمرد تايبينغ عام 1860. عندما استعاد المدينة كل من لي هونغ تشانغ ‏ وتشارلز جورج غوردون بعد ثلاث سنوات، كانت شنغهاي قد اتخذت بالفعل مكانتها المهيمنة في الأمة. منذ أن بدأت الإصلاحات الاقتصادية الرئيسية في عام 1978، أصبحت سوجو واحدة من أسرع المدن الكبرى نموًا في العالم، حيث بلغت معدلات نمو الناتج المحلي الإجمالي حوالي 14٪ في الـ 35 عامًا الماضية. مع ارتفاع متوسط العمر المتوقع ونصيب الفرد من الدخل، فإن تصنيفات مؤشر التنمية البشرية في سوجو قابلة للمقارنة تقريبًا مع دولة متطورة بشكل معتدل، مما يجعلها واحدة من أكثر المدن تطوراً وازدهارًا في الصين.
سوجو هي أيضًا واحدة من أفضل 50 مدينة رئيسية في العالم من خلال مخرجات البحث العلمي وفقًا لمؤشر نيتشر، وموطن للعديد من الجامعات الكبرى في الصين، بما في ذلك جامعة سوجو ‏، وجامعة سوتشو للعلوم والتكنولوجيا، وجامعة سوجو للعلوم والتكنولوجيا ‏، وجامعة شيان جياوتونغ ليفربول ‏، ومعهد تشانغشو للتكنولوجيا ‏.
ساهمت قنوات المدينة والجسور الحجرية والمعابد والحدائق المصممة بدقة في وضعها كواحدة من أفضل مناطق الجذب السياحي والمدن الصالحة للعيش في الصين. تمت إضافة حدائق سوجو التقليدية إلى قائمة مواقع التراث العالمي لليونسكو في عامي 1997 و 2000. غالبًا ما يُطلق على سوجو لقب «فينيسيا الشرق» أو «فينيسيا الصين».

## التسمية
خلال عهد سلالة زو، أصبحت مستوطنة تعرف باسم جوسو بعد جبل جوسو القريب (الصينية المبسطة: 姑苏 山؛ الصينية التقليدية: 姑蘇 山؛ بينيين: جوسوشان) عاصمةً لوو (مقاطعة) ‏. منذ هذه المرحلة، أطلق عليها أيضًا اسم وو. في عام 514 قبل الميلاد، أنشأ هيلو ملك وو ‏ عاصمة جديدة قريبة في مدينة هيلو ونمت لتصبح المدينة الحديثة. خلال حقبة الممالك المتحاربة، استمرت مدينة هيلو في العمل كمقر محلي للحكومة. من المناطق التي كانت تديرها، أصبحت تعرف باسم ووشيان وووجون. تحت حكم سلالة تشين، كانت تُعرف باسم كواجي بعد أن توسعت بشكل كبير في قيادتها، حيث سُميت باسم جبل شيانغلو لسلالة شيا الشهير بالقرب من شاوكسينج الحديثة في جيجيانغ.
تم استخدام اسم «سوجو» رسميًا لأول مرة للمدينة في عام 589 بعد الميلاد خلال عهد سلالة سوي. «سو» (Su) (蘇) أو (苏) في اسمها هو ترخيم للاسم القديم «جوسو» (Gusu). يشير إلى النعناع (perilla). تعني كلمة «جو» (州) في الأصل شيئًا مثل محافظة أو مقاطعة (راجع قويتشو)، ولكن غالبًا ما تم استخدامها بشكل مجازي للعاصمة هذه المنطقة (راجع غوانزو وهانغتشو، إلخ). سوجو هي تهجئة نظام بينيين للنطق القياسي الصيني للاسم. قبل اعتماد نظام بينيين، كانت تكتب بأحرف لاتينية مختلفة مثل سو تشاو (Soo-chow) أو سوشو (Suchow).

## تاريخ
سوجو هي مهد ثقافة وو (منطقة) ‏، وهي واحدة من أقدم المدن في حوض يانغتسي. بحلول فترة الربيع والخريف من قبائل تشو، تم تسجيل القبائل المحلية المسماة غو وو وهي تعيش في المنطقة التي ستصبح مدينة سوجو الحديثة. شَكّلت هذه القبائل قرى على أطراف التلال فوق الأراضي الرطبة المحيطة ببحيرة تاي.
تُسجّل سجلات المؤرخ الكبير لسيما شيان الروايات التقليدية التي تفيد بأن اللورد تشو تايبو أسّس وو (مقاطعة) ‏ في ووشي القريبة خلال القرن الحادي عشر قبل الميلاد، ممّا أدى إلى تحضّر السكان المحليين وتحسين الزراعة وإتقان الري. انتقلت محكمة وو لاحقًا إلى جوسو داخل منطقة سوجو الحديثة. في عام 514 قبل الميلاد، قام الملك هيلو من وو بنقل بلاطه إلى مكان قريب ودعا المستوطنة مدينة هيلو على اسمه. كان وزيره وو زيكسو ‏ منخرطًا عن كثب في تخطيطه وكان هذا الموقع هو الذي نما إلى سوجو الحالية. تحول ارتفاع برجه على تل جوسو (جوسوتاي) إلى أسطورة صينية. في عام 496 قبل الميلاد، دُفن الملك هيلو في تايجر هيل. في عام 473 قبل الميلاد، هُزمت وو وضمتها يوي ‏، وهي مملكة تقع في جنوب شرقها. تم ضم يوي بدورها من قبل تشو في عام 306 قبل الميلاد. تشمل بقايا المملكة القديمة أجزاء من سور المدينة الذي يبلغ عمره 2500 عام والبوابة من خلاله عند بوابة بان.
خلال فترة الممالك المتحاربة، كانت سوجو مقر مقاطعة وو والقيادة. بعد غزو إمبراطورية تشين للمنطقة في 222 قبل الميلاد، أصبحت عاصمة لقيادة كوايجي ‏، بما في ذلك الأراضي الممتدة من الضفة الجنوبية لنهر يانغتسي إلى المناطق الداخلية غير المغزوة في مينيو في جنوب تشجيانغ. وسط انهيار مملكة تشين، حاول حاكم كوايجي، يين تونغ، تنظيم تمرده الخاص، لكن تم خيانته وإعدامه من قبل شيانغ ليانغ ‏ وابن أخيه شيانغ يو ‏، الذين أطلقوا تمردهم من المدينة.
عندما اكتملت القناة الصينية الكبرى، وجدت سوجو نفسها في موقع استراتيجي على طريق تجاري رئيسي. على مدار تاريخ الصين، كانت حاضرة للصناعة والتجارة على الساحل الجنوبي الشرقي للصين. خلال عهد سلالة تانغ، شيّد الشاعر باي جوي قناة شانتانغ (المعروفة باسم "شارع شانتانغ ‏") لربط المدينة بتل تايغر هيل للسياح. في عام 1035 بعد الميلاد، تم تأسيس معبد سوجو الكونفوشيوسي ‏ على يد الشاعر والكاتب الشهير فان زونغيان ‏. أصبحت مكانًا للاختبارات الإمبراطورية ثم تطورت إلى مدرسة سوجو الثانوية ‏ الحديثة في عام 1910.
في فبراير 1130، قام جيش سلالة جين المتقدم من الشمال بنهب المدينة. تبع ذلك الغزو المغولي للصين عام 1275. في عام 1356، أصبحت سوجو عاصمة تشانغ شيتشنغ ‏، أحد قادة تمرد العمامة الحمراء ‏ ضد سلالة يوان والذي نصبّ نفسه ملكًا على وو. في عام 1367، استولى تشانغ منافس هونغوو على المدينة بعد حصار دام 10 أشهر. [31] هدم تشو - الذي أعلن نفسه قريبًا أول إمبراطور لسلالة مينغ - المدينة الملكية في وسط مدينة سوجو المسورة وفرض ضرائب ساحقة على المدينة والأسر القوية في المحافظة. على الرغم من الضرائب الباهظة وإعادة توطين بعض المواطنين البارزين في سوجو في منطقة عاصمة هونجو في نانجينغ، سرعان ما ازدهرت سوجو مرة أخرى. خلال فترة مينج المبكرة، أشرفت ولاية سوجو على المياه الضحلة لنهر يانغتسي والتي أصبحت فيما بعد جزيرة تشونغ مينغ في شنغهاي. لقرون، مثلت المدينة، مع محيطها كقاعدة اقتصادية، مصدرًا غير عادي للإيرادات الضريبية.
عندما أتيحت الفرصة للمسؤول الكوري تشوي بو لرؤية جزء كبير من شرق الصين من تشجيانغ إلى لياونينغ في طريق عودته إلى المنزل عام 1488، وصف سوجو في تقرير سفره بأنها تجاوزت كل المدن الأخرى. تم بناء العديد من الحدائق الخاصة في المنطقة من قبل طبقة النبلاء في سلالتي مينغ وتشينغ. استولت التايبينغ على المدينة في عام 1860، ومع ذلك، كانت العديد من مبانيها وحدائقها السابقة «تقريبًا... كومة من الأنقاض» بحلول وقت استعادتها من قبل جيش تشارلز جورج غوردون في نوفمبر 1863. ومع ذلك، بحلول عام 1880، قدر عدد سكانها بحوالي 500.000 نسمة، والتي ظلت مستقرة خلال العقود القليلة التالية. في أواخر القرن التاسع عشر، اشتهرت المدينة بشكل خاص بمجموعة واسعة من الحرير وصناعة النشر باللغة الصينية. تم افتتاح المدينة لأول مرة أمام التجارة الخارجية المباشرة بموجب معاهدة شيمونوسيكي التي أنهت الحرب اليابانية الصينية الأولى وبنود الدولة الأعلى تفضيلية في المعاهدات غير المتكافئة السابقة مع القوى العالمية. وافتتح المغتربون الجدد مدرسة أوروبية وصينية في عام 1900 وافتتحت محطة سوجو للسكك الحديدية ‏ التي تربطها بشنغهاي في 16 يوليو 1906. قبل الحرب العالمية الأولى، كان هناك 7000 نول حرير قيد التشغيل، حيث فضلا عن مطحنة قطن وتجارة كبيرة في الأرز.
في أواخر القرن العشرين، كان جزء كبير من المدينة يتألف من جزر متصلة بالأنهار والجداول والقنوات بالريف المحيط. قبل هدمها، كانت أسوار المدينة تدور في دائرة طولها حوالي 10 ميل (16 كـm) مع أربع ضواحي كبيرة تقع في الخارج. كان الغزو الياباني في عام 1937، ودمرت حينئذ العديد من الحدائق مرة أخرى بنهاية الحرب. في أوائل الخمسينيات من القرن الماضي، تم ترميم منتزه المسؤول المتواضع ‏ ومُنتزه لينغيرينغ.

## التقسيمات الإدارية
يُطلق على القلب الحضري لسوجو بشكل غير رسمي اسم «المدينة القديمة». تقع حديقة سوجو الصناعية إلى الشرق من البلدة القديمة، وتقع منطقة سوجو لتطوير التكنولوجيا العالية والجديدة في الغرب. في عام 2000، تم تقسيم مقاطعة وو الأصلية إلى منطقتين هما شيانغتشنغ ووو زهونغ. هم الآن يشكلون الأجزاء الشمالية والجنوبية من مدينة سوجو. في عام 2012، أصبحت مدينة ووجيانغ الأصلية منطقة ووجيانغ في مدينة سوجو.
سوجو هي واحدة من أكثر المدن ازدهارًا في الصين. يرتبط تطورها ارتباطًا مباشرًا بنمو المدن التابعة لها، بما في ذلك كونشان ‏ وتايكانغ وتشانغشو وتشانغ جياغانغ، والتي تُشكّل مع مدينة سوجو مقاطعة سوجو. محافظة سوجو هي موطن لكثير من شركات التكنولوجيا الفائقة.
| الخريطة | الخريطة          | الخريطة          | الخريطة             | الخريطة        | الخريطة         |
| --- | ---------------- | ---------------- | ------------------- | -------------- | --------------- |
| مقاطعة هوتشيو ‏ مقاطعة وو زهونغ ‏ مقاطعة شيانغتشنغ ‏ مقاطعة جوسو ‏ مقاطعة ووجيانغ ‏ تشانغشو تشانغ جياغانغ كونشان ‏ تايكانغ منطقة سوجو الصناعية ‏ بحيرة تاي |                  |                  |                     |                |                 |
| المقاطعة | حروف صينية مبسطة | نظام بينيين      | تعداد السكان (2010) | المساحة (كلم2) | الكثافة (/كلم2) |
| المدينة المناسبة |                  |                  |                     |                |                 |
| مقاطعة جوسو ‏ | 姑苏区           | Gūsū Qū          | 954,455             | 372            | 2,565.73        |
| الضواحي |                  |                  |                     |                |                 |
| مقاطعة هوتشيو ‏ | 虎丘区           | Hǔqiū Qū         | 572,313             | 258            | 2,218.26        |
| مقاطعة وو زهونغ ‏ | 吴中区           | Wúzhōng Qū       | 1,158,410           | 672            | 1,723.82        |
| مقاطعة شيانغتشنغ ‏ | 相城区           | Xiāngchéng Qū    | 693,576             | 416            | 1,667.25        |
| مقاطعة ووجيانغ ‏ | 吴江区           | Wújiāng Qū       | 1,275,090           | 1,093          | 1,166.59        |
| المدن التابعة (مدينة على مستوى مقاطعة ‏) |                  |                  |                     |                |                 |
| تشانغشو | 常熟市           | Chángshú Shì     | 1,510,103           | 1,094          | 1,380.35        |
| تايكانغ | 太仓市           | Tàicāng Shì      | 712,069             | 620            | 1,148.49        |
| كونشان ‏ | 昆山市           | Kūnshān Shì      | 1,646,318           | 865            | 1,903.25        |
| تشانغ جياغانغ | 张家港市         | Zhāngjiāgǎng Shì | 1,248,414           | 772            | 1,617.11        |
| المجموع | المجموع          | المجموع          | 10,465,994          | 8,488          | 1,233.03        |
| التقسيمات الإدارية غير الرسمية – حديقة سوجو الصناعية ومنطقة سوجو الجديدة مقاطعات سابقة – مقاطعة كانغلانغ، مقاطعة بينغ جيانغ، مقاطعة جينتشانغ        |                  |                  |                     |                |                 |

## جغرافيا
تقع سوجو على بحيرة تاي بلين جنوب نهر يانغتسي، على بعد حوالي 100 كيلومتر (60 ميل) إلى الغرب من شنغهاي وما يزيد قليلاً عن 200 كيلومتر (120 ميل) شرق نانجينغ.

### مناخ
تتمتع سوجو بمناخ رطب شبه مداري على مدار أربعة مواسم مع صيف حار ورطب وشتاء بارد غائم ورطب مع تساقط الثلوج في بعض الأحيان (تصنيف كوبن للمناخ). يمكن أن تتسبب الرياح الشمالية الغربية التي تهب من سيبيريا خلال فصل الشتاء في انخفاض درجات الحرارة إلى ما دون درجة التجمد في الليل، بينما قد تؤدي الرياح الجنوبية أو الجنوبية الغربية خلال فصل الصيف إلى ارتفاع درجات الحرارة فوق 35 درجة مئوية (95 درجة فهرنهايت). كانت أعلى درجة حرارة مسجلة منذ عام 1951 عند 41.0 درجة مئوية (106 درجة فهرنهايت) في 7 أغسطس 2013، وأدنى درجة عند -9.8 درجة مئوية (14 درجة فهرنهايت) في 16 يناير 1958.
| البيانات المناخية لـسوجو (بينغ جيانغ)، (العادي 1981–2010، المتطرف1951–2007) | البيانات المناخية لـسوجو (بينغ جيانغ)، (العادي 1981–2010، المتطرف1951–2007) | البيانات المناخية لـسوجو (بينغ جيانغ)، (العادي 1981–2010، المتطرف1951–2007) | البيانات المناخية لـسوجو (بينغ جيانغ)، (العادي 1981–2010، المتطرف1951–2007) | البيانات المناخية لـسوجو (بينغ جيانغ)، (العادي 1981–2010، المتطرف1951–2007) | البيانات المناخية لـسوجو (بينغ جيانغ)، (العادي 1981–2010، المتطرف1951–2007) | البيانات المناخية لـسوجو (بينغ جيانغ)، (العادي 1981–2010، المتطرف1951–2007) | البيانات المناخية لـسوجو (بينغ جيانغ)، (العادي 1981–2010، المتطرف1951–2007) | البيانات المناخية لـسوجو (بينغ جيانغ)، (العادي 1981–2010، المتطرف1951–2007) | البيانات المناخية لـسوجو (بينغ جيانغ)، (العادي 1981–2010، المتطرف1951–2007) | البيانات المناخية لـسوجو (بينغ جيانغ)، (العادي 1981–2010، المتطرف1951–2007) | البيانات المناخية لـسوجو (بينغ جيانغ)، (العادي 1981–2010، المتطرف1951–2007) | البيانات المناخية لـسوجو (بينغ جيانغ)، (العادي 1981–2010، المتطرف1951–2007) | البيانات المناخية لـسوجو (بينغ جيانغ)، (العادي 1981–2010، المتطرف1951–2007) |
| الشهر                                                                       | يناير                                                                       | فبراير                                                                      | مارس                                                                        | أبريل                                                                       | مايو                                                                        | يونيو                                                                       | يوليو                                                                       | أغسطس                                                                       | سبتمبر                                                                      | أكتوبر                                                                      | نوفمبر                                                                      | ديسمبر                                                                      | المعدل السنوي                                                               |
| --------------------------------------------------------------------------- | --------------------------------------------------------------------------- | --------------------------------------------------------------------------- | --------------------------------------------------------------------------- | --------------------------------------------------------------------------- | --------------------------------------------------------------------------- | --------------------------------------------------------------------------- | --------------------------------------------------------------------------- | --------------------------------------------------------------------------- | --------------------------------------------------------------------------- | --------------------------------------------------------------------------- | --------------------------------------------------------------------------- | --------------------------------------------------------------------------- | --------------------------------------------------------------------------- |
| الدرجة القصوى °م (°ف)                                                       | 21.3 (70.3)                                                                 | 27.4 (81.3)                                                                 | 30.4 (86.7)                                                                 | 34.6 (94.3)                                                                 | 36.3 (97.3)                                                                 | 37.5 (99.5)                                                                 | 39.3 (102.7)                                                                | 39.7 (103.5)                                                                | 37.4 (99.3)                                                                 | 33.1 (91.6)                                                                 | 28.2 (82.8)                                                                 | 22.8 (73.0)                                                                 | 39.7 (103.5)                                                                |
| متوسط درجة الحرارة الكبرى °م (°ف)                                           | 8.0 (46.4)                                                                  | 10.5 (50.9)                                                                 | 14.9 (58.8)                                                                 | 20.6 (69.1)                                                                 | 25.9 (78.6)                                                                 | 28.8 (83.8)                                                                 | 32.8 (91.0)                                                                 | 32.3 (90.1)                                                                 | 28.5 (83.3)                                                                 | 23.5 (74.3)                                                                 | 17.2 (63.0)                                                                 | 11.0 (51.8)                                                                 | 21.2 (70.1)                                                                 |
| المتوسط اليومي °م (°ف)                                                      | 4.4 (39.9)                                                                  | 6.4 (43.5)                                                                  | 10.4 (50.7)                                                                 | 15.9 (60.6)                                                                 | 21.2 (70.2)                                                                 | 24.9 (76.8)                                                                 | 28.8 (83.8)                                                                 | 28.5 (83.3)                                                                 | 24.7 (76.5)                                                                 | 19.5 (67.1)                                                                 | 13.0 (55.4)                                                                 | 7.0 (44.6)                                                                  | 17.1 (62.7)                                                                 |
| متوسط درجة الحرارة الصغرى °م (°ف)                                           | 1.5 (34.7)                                                                  | 3.4 (38.1)                                                                  | 7.0 (44.6)                                                                  | 12.2 (54.0)                                                                 | 17.5 (63.5)                                                                 | 21.9 (71.4)                                                                 | 26.0 (78.8)                                                                 | 25.8 (78.4)                                                                 | 21.9 (71.4)                                                                 | 16.3 (61.3)                                                                 | 9.8 (49.6)                                                                  | 4.0 (39.2)                                                                  | 13.9 (57.1)                                                                 |
| أدنى درجة حرارة °م (°ف)                                                     | −9.8 (14.4)                                                                 | −6.6 (20.1)                                                                 | −3.7 (25.3)                                                                 | −0.5 (31.1)                                                                 | 7.3 (45.1)                                                                  | 13.3 (55.9)                                                                 | 18.4 (65.1)                                                                 | 18.6 (65.5)                                                                 | 11.7 (53.1)                                                                 | 2.8 (37.0)                                                                  | −2.2 (28.0)                                                                 | −7.7 (18.1)                                                                 | −9.8 (14.4)                                                                 |
| الهطول مم (إنش)                                                             | 77.8 (3.06)                                                                 | 72.5 (2.85)                                                                 | 104.0 (4.09)                                                                | 83.9 (3.30)                                                                 | 119.7 (4.71)                                                                | 206.4 (8.13)                                                                | 153.0 (6.02)                                                                | 172.3 (6.78)                                                                | 78.9 (3.11)                                                                 | 58.2 (2.29)                                                                 | 63.2 (2.49)                                                                 | 48.5 (1.91)                                                                 | 1٬238٫4 (48.74)                                                             |
| متوسط أيام هطول الأمطار (≥ 0.1 mm)                                          | 11.7                                                                        | 11.1                                                                        | 13.4                                                                        | 12.9                                                                        | 12.0                                                                        | 14.2                                                                        | 10.5                                                                        | 12.7                                                                        | 11.0                                                                        | 8.4                                                                         | 8.1                                                                         | 9.2                                                                         | 135.2                                                                       |
| متوسط الرطوبة النسبية (%)                                                   | 77                                                                          | 78                                                                          | 76                                                                          | 75                                                                          | 75                                                                          | 77                                                                          | 71                                                                          | 72                                                                          | 74                                                                          | 73                                                                          | 75                                                                          | 75                                                                          | 75                                                                          |
| ساعات سطوع الشمس الشهرية                                                    | 108.4                                                                       | 104.2                                                                       | 122.5                                                                       | 144.9                                                                       | 164.4                                                                       | 146.9                                                                       | 209.7                                                                       | 208.0                                                                       | 170.8                                                                       | 159.5                                                                       | 126.8                                                                       | 122.3                                                                       | 1٬788٫4                                                                     |
| المصدر: Suzhou Almanac                                                      |                                                                             |                                                                             |                                                                             |                                                                             |                                                                             |                                                                             |                                                                             |                                                                             |                                                                             |                                                                             |                                                                             |                                                                             |                                                                             |

## مناظر المدينة والبيئة

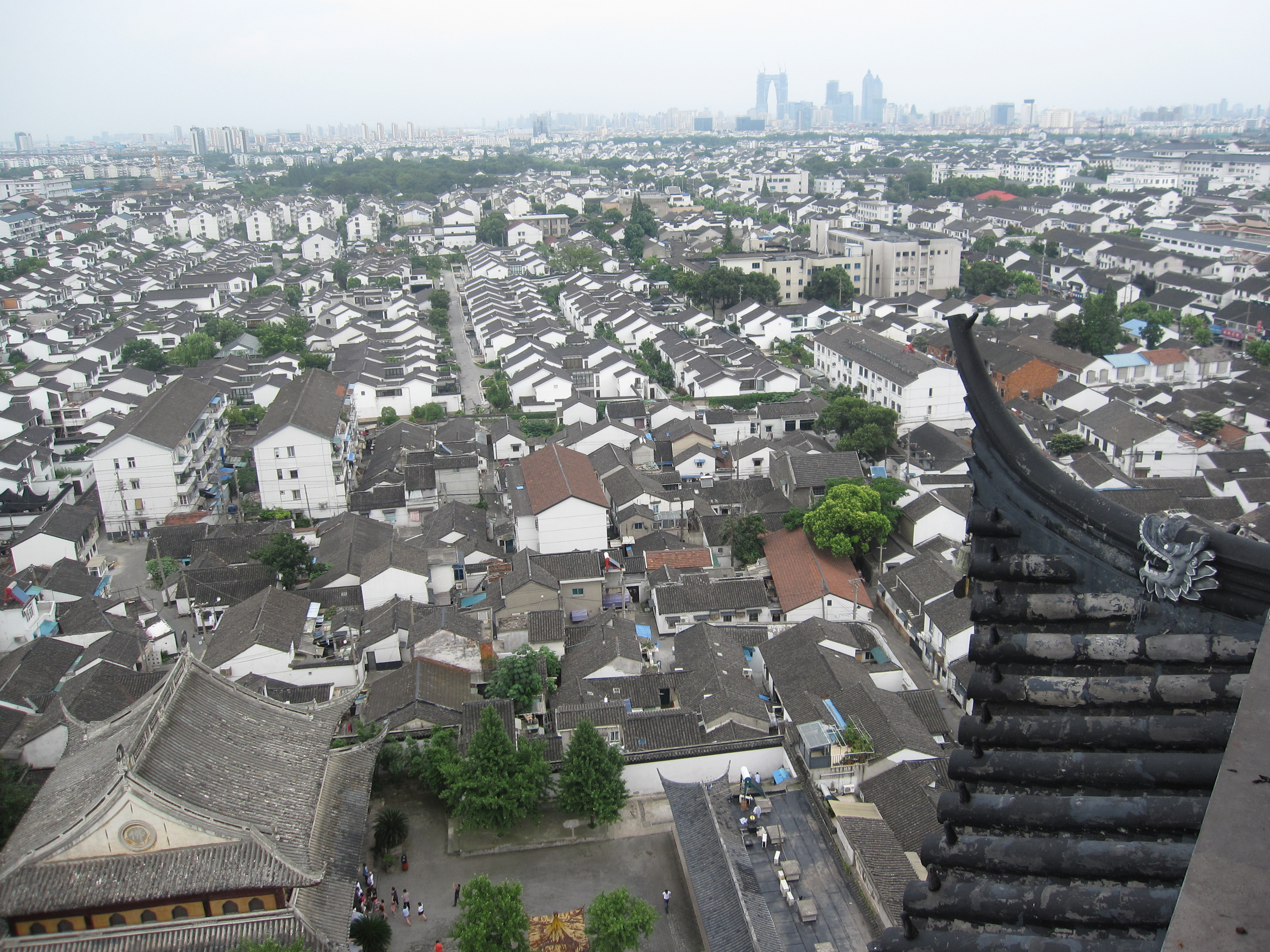
سوجو كما ينظر إليها من باغودا بيسي
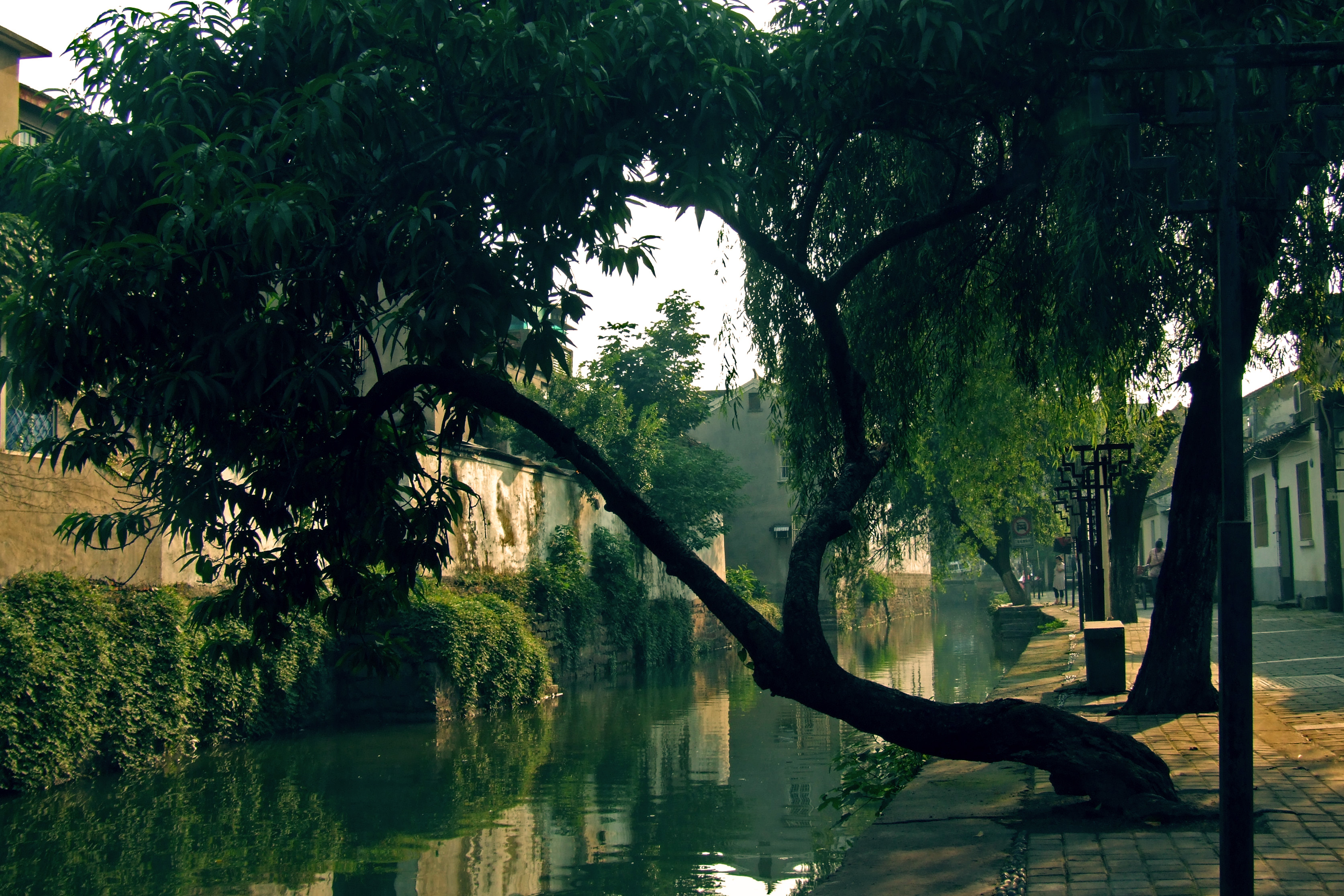
طريق بينغ جيانغ
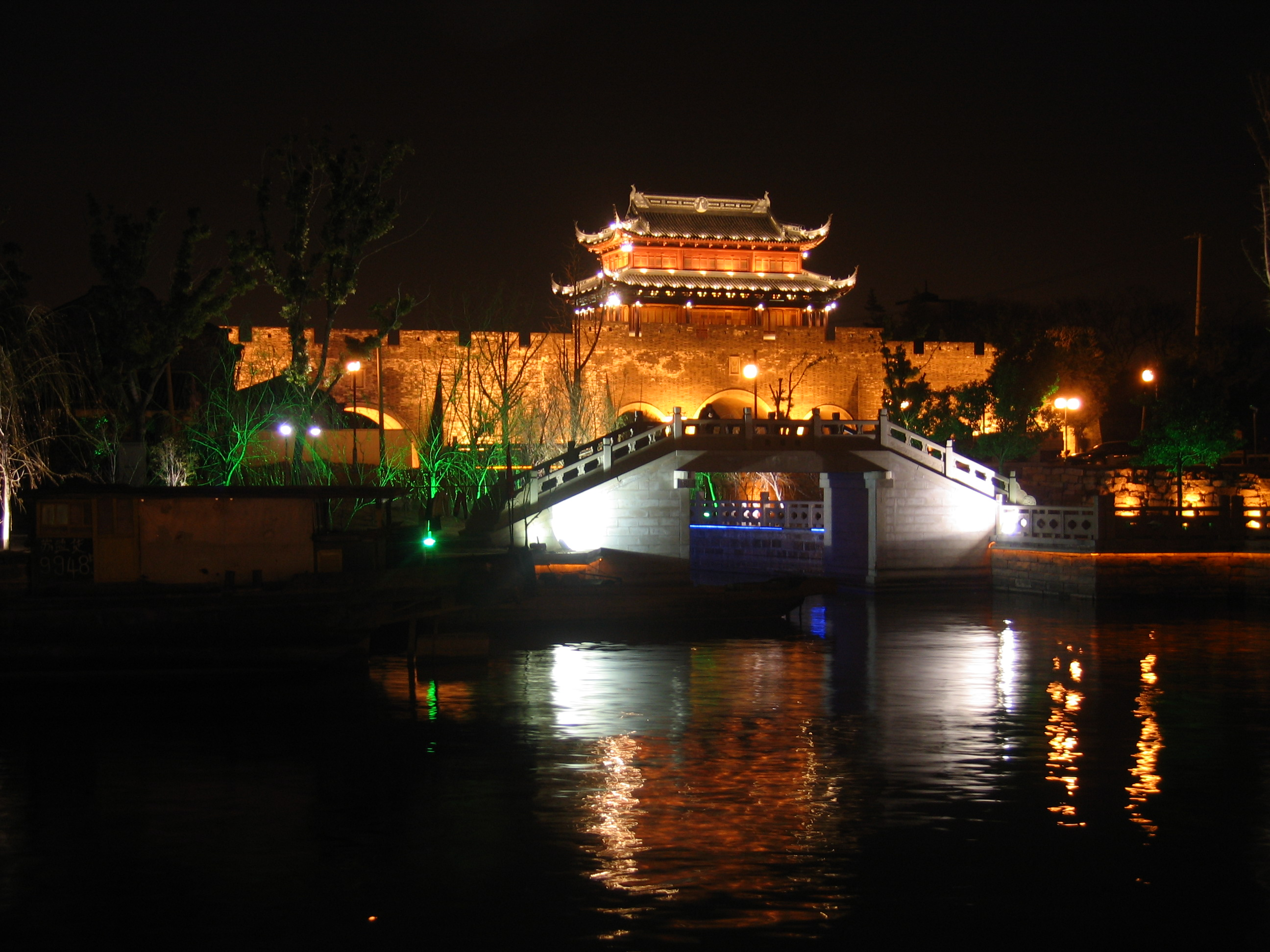
تشانغمين في الليل
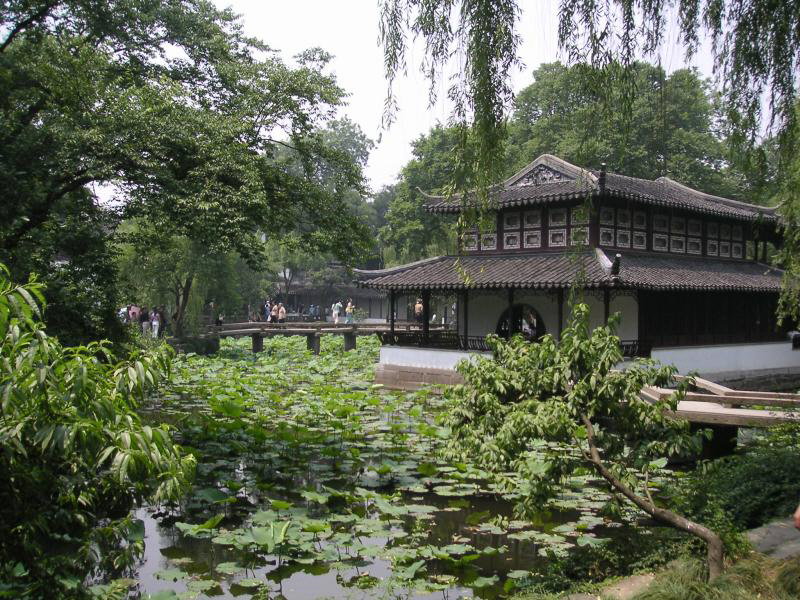
منتزه المسؤول المتواضع [الإنجليزية]‏
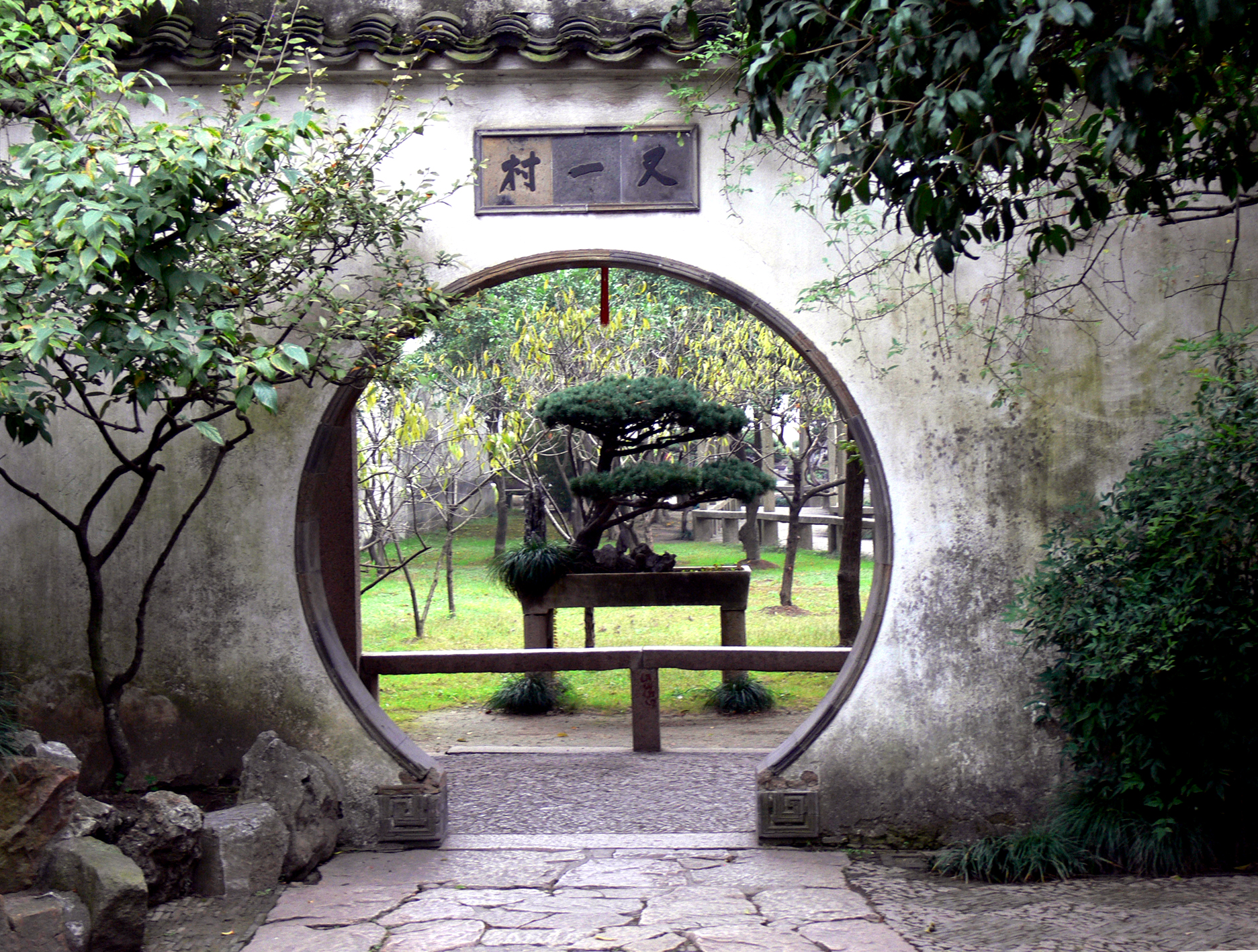
مدخل مُنتزه يوييكون
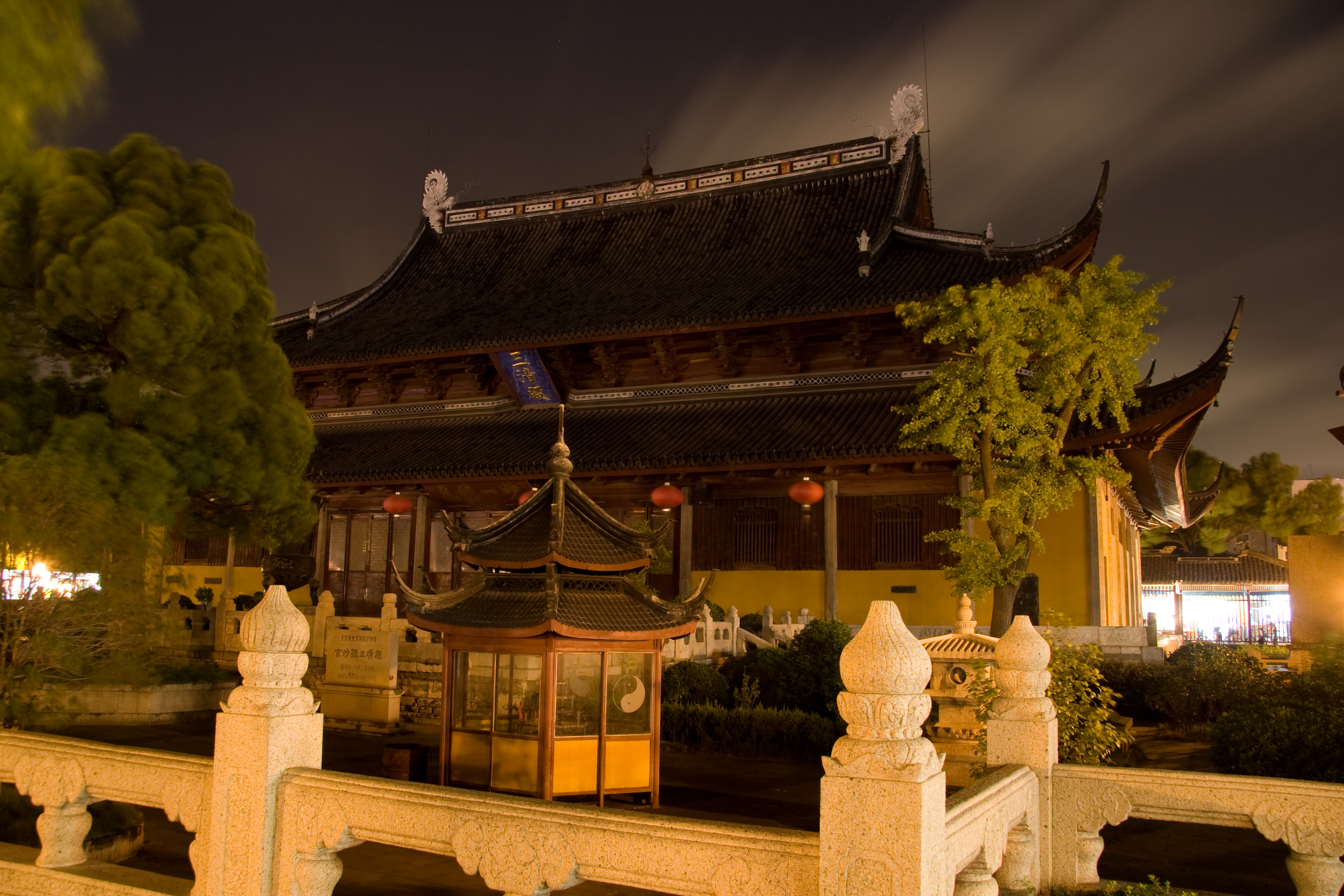
معبد شوان مياو
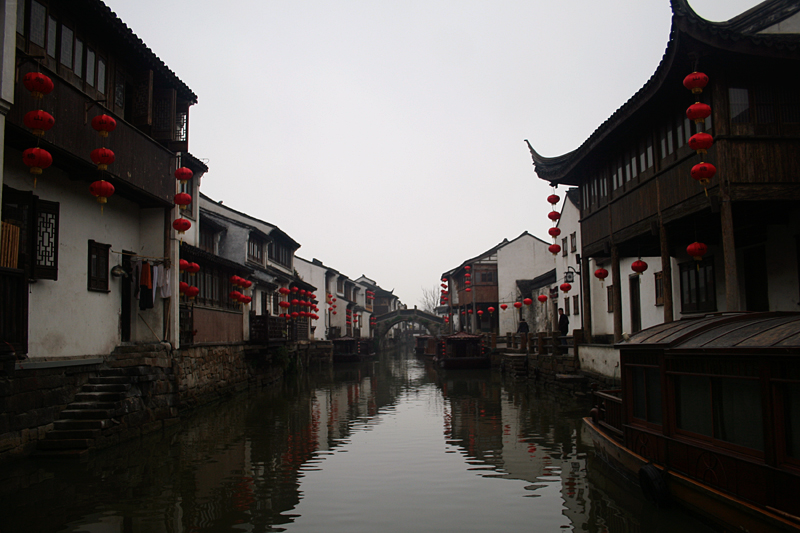
قناة في سوجو
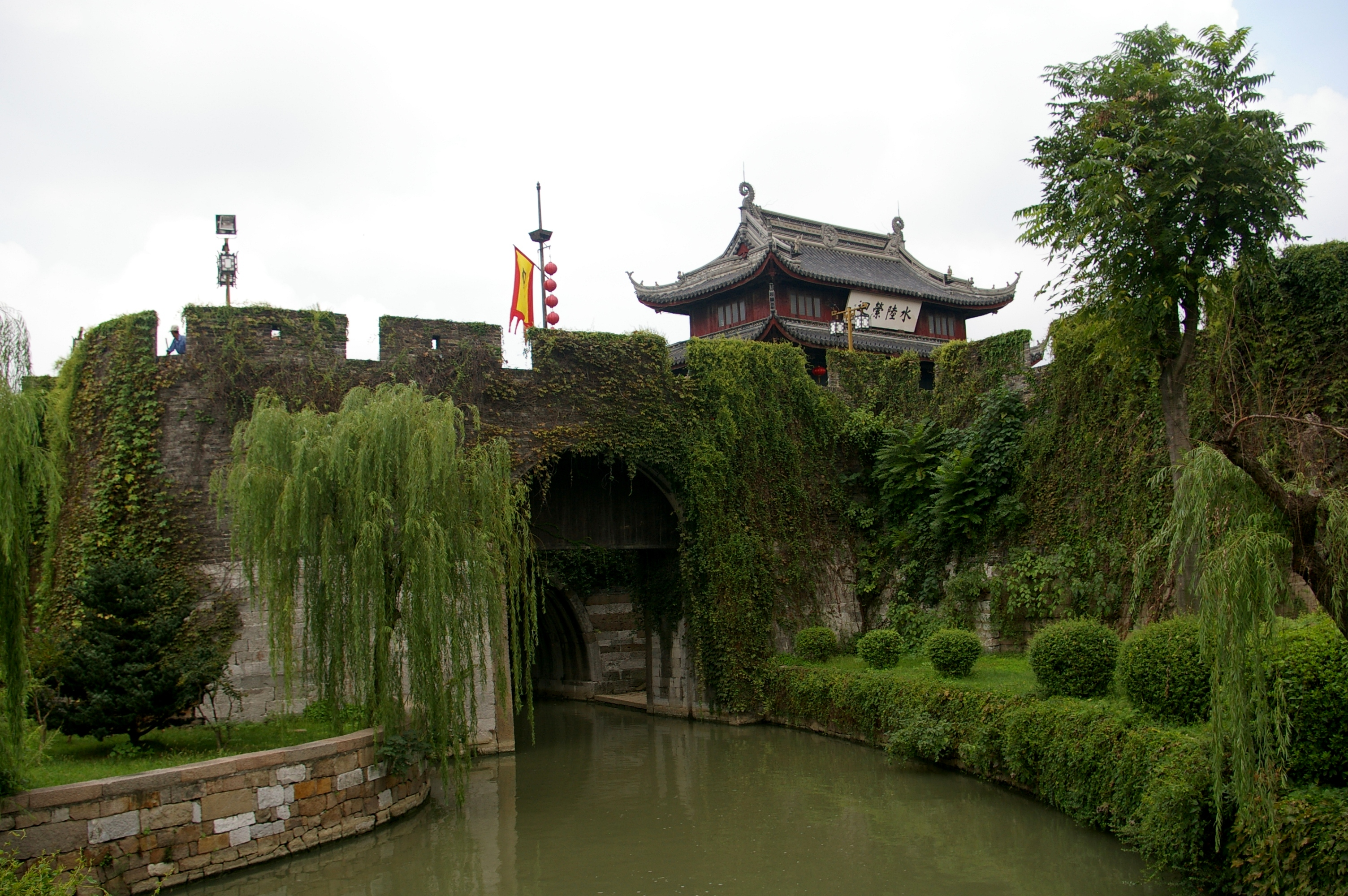
صورة لبوابة الأرض والمياه
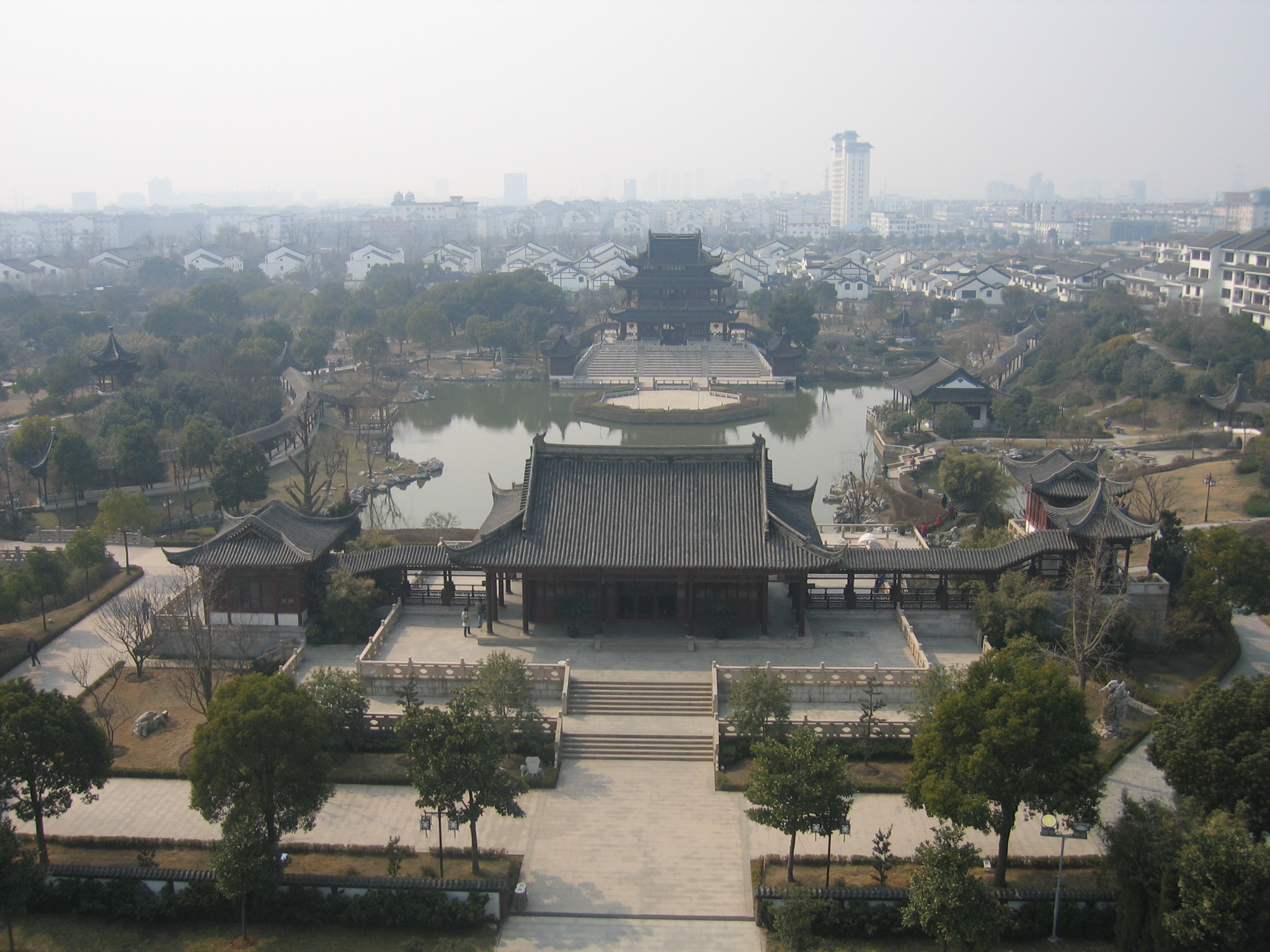
منظر لمنطقة بانمين ذات المناظر الخلابة ومعبد رويغوانغ باغودا

### حدائق سوجو الكلاسيكية
تشتهر سوجو بأكثر من 60 حديقة كلاسيكية، وتعتبر من مواقع التراث العالمي لليونسكو. تحتوي المدينة على أكثر الحدائق شهرة في العالم من قبل منظمة اليونسكو.
يُعدُّ منتزه المسؤول المتواضع ‏ ومُنتزه لينغيرينغ من بين أشهر أربع حدائق كلاسيكية في الصين. يُطلق على جناح كانغلانغ وحديقة ليون غروف ومنتزه المسؤول المتواضع ‏ ومُنتزه لينغيرينغ، التي تمثل على التوالي أنماط الحدائق لسلالات سونغ ويوان ومينغ وتشينغ، أشهر أربع حدائق في سوجو.

### القنوات والمناطق التاريخية

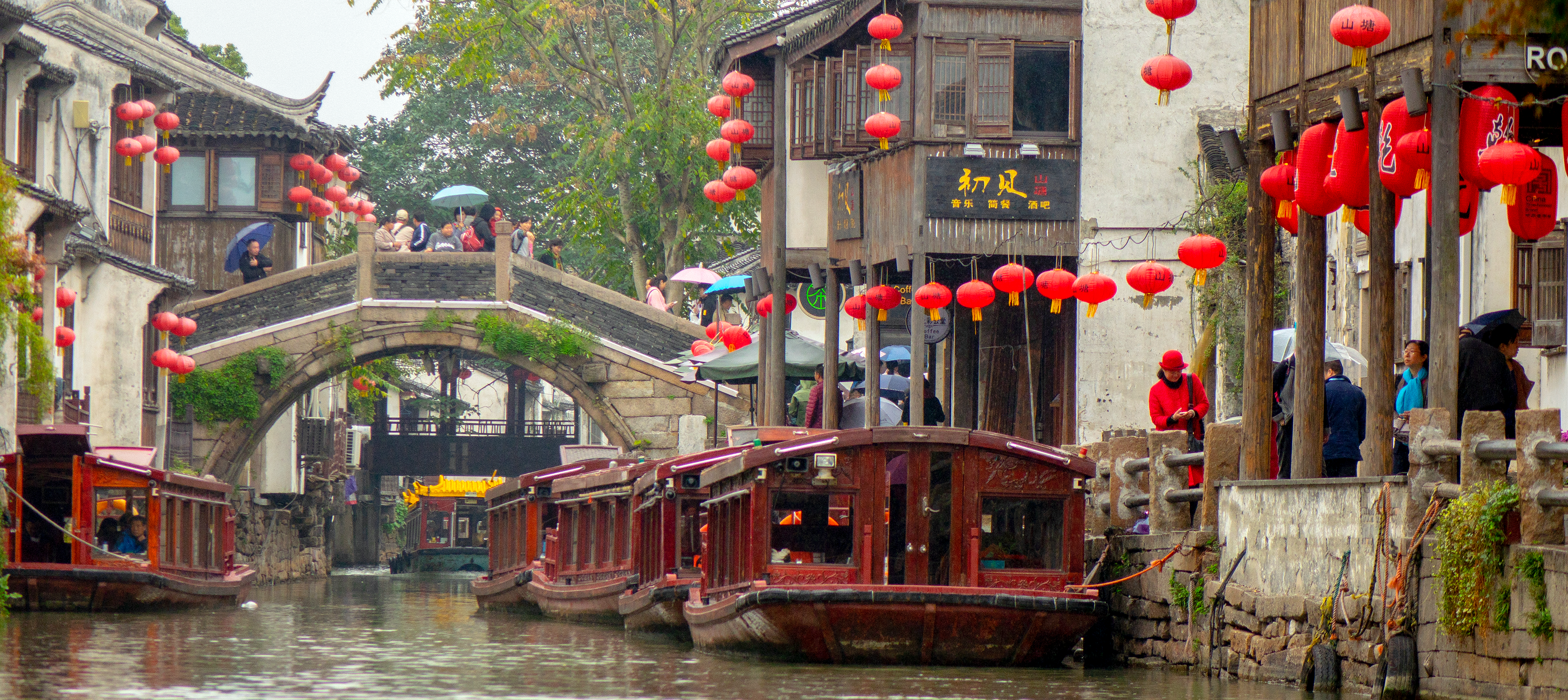
جسر تونغي في شارع شانتانج والقوارب السياحية والشركات

يشتمل قسم سوجو من قناة جيانغنان، القناة الصينية الكبرى، على عشر بوابات للمدينة وأكثر من 20 جسرًا حجريًا ذات تصميم تقليدي ومناطق تاريخية تم الحفاظ عليها جيدًا، بالإضافة إلى المعابد والأجنحة.
 هناك 24 مجرى مائيًا كاملًا في سوجو بالقرب من القناة الكبرى.
في عام 2015، تمت إضافة كل من طريق بينج جيانج التاريخي البالغ (平江路) عمرها 800 عاما، ومنطقة شارع شانتانج ذات المناظر الطبيعية الخلابة (山塘 街) التي يبلغ عمرها 1200 عاما، إلى قائمة «الشوارع التاريخية والثقافية الوطنية» في الصين.
يمتد طريق بينج جيانج بموازاة نهر بينج جيانج لمسافة 1.5 كيلومتر وتصطف على جانبيه المنازل وبعض المقاهي. وصفت هيئة الإذاعة البريطانية شارع شانتانغ، الذي يزيد طوله عن ضعف طوله 3.8 كيلومتر، على أنه يحتفظ بـ «الصفات الجذابة للشارع القديم المجاور للقناة: تكتمل المباني المطلية باللون الأبيض بفوانيس مزينة بشراشيب حمراء تتأرجح بهدوء في النسيم، مما يزيد من سحر ضفة النهر».

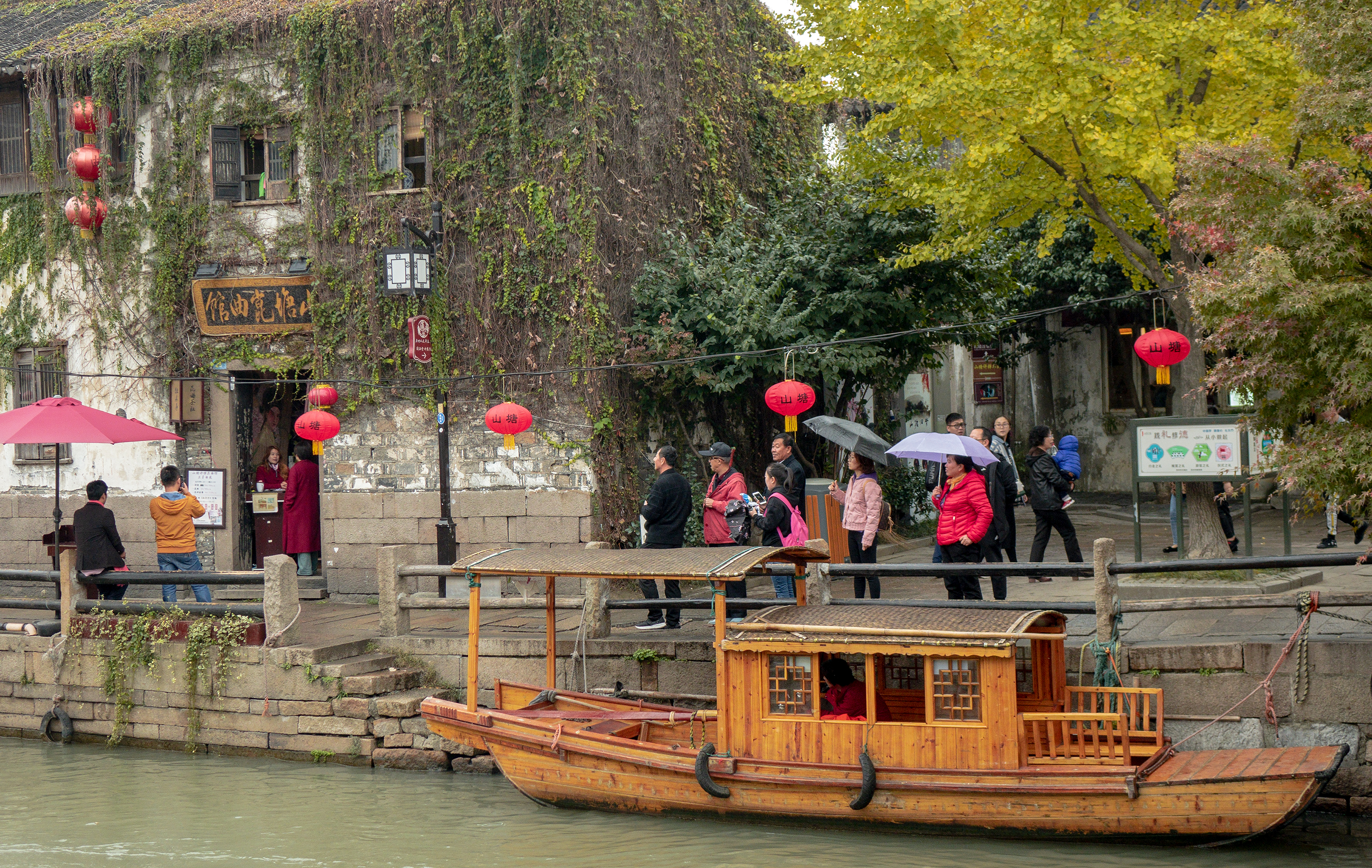
يتم تقديم العديد من الجولات على طول القنوات، في أنواع مختلفة من الحرف، بما في ذلك تلك التي تشبه القوارب التقليدية

يتم تقديم جولات القوارب على الممرات المائية لهذه المدينة التي أطلق عليها ماركو بولو اسم «فينيسيا الشرق» بسبب قنواتها المتقاطعة والجسور الحجرية. القناة الكبرى (من بكين إلى مقاطعة تشجيانغ) هي أحد مواقع التراث العالمي لليونسكو.

### المنتجعات والمحميات الطبيعية
تقع منطقة سوجو تايهو الوطنية للسياحة والعطلات (苏州 太湖 国家 旅游 度假 区) في الجزء الغربي من سوجو، على بعد 15 كم (9 ميل) من وسط المدينة.

### ناطحات سحاب
البوابة إلى الشرق هي ناطحة سحاب بطول 301.8 مترًا ومكونة من 74 طابقًا في المنطقة التجارية المركزية في سوجو، وقد تم بناؤها في عام 2015 بتكلفة 700 مليون دولار أمريكي، وهي حاليًا أطول مبنى في سوجو.

### المتاحف

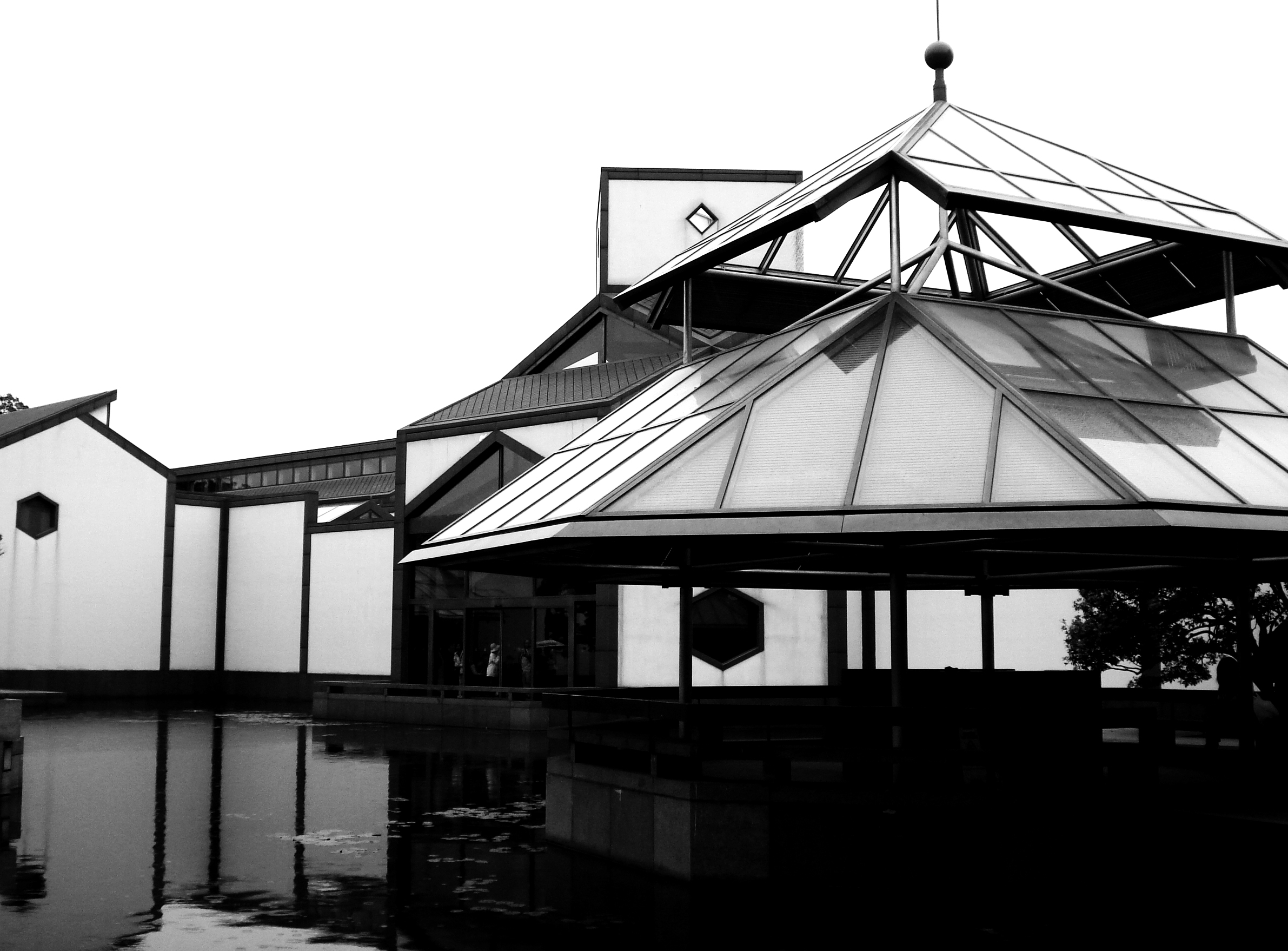
متحف سوجو، الذي صممه آي إم بي، هو أحد معالم سوجو، حيث يجمع بين الثقافة التقليدية والتصميم الحديث.

تشمل المتاحف الرئيسية في المدينة متحف سوجو ‏ (الذي صممه آي إم بي)، ومتحف سوجو للحرير، ومتحف كونكو الصيني.

### المستشفيات
نتيجة للزيادة السكانية السريعة الأخيرة، يتزايد الطلب على الرعاية الصحية في سوجو بسرعة. في يوليو 2019، أعلنت كلية الطب بجامعة واشنطن عن تعاونها مع شركة إدارة الصحة بهوييتشي، ومقاطعة شيانغتشنغ، لافتتاح مركز هوييتشي الطبي الجديد، والذي سيشمل مستشفى بسعة 1000 سرير للبالغين والأطفال. بمجرد الكشف عن المستشفى، سيتمكن أطباء جامعة واشنطن في سانت لويس من تقديم خدمات رعاية صحية بعيدة المدى للمرضى في الصين من خلال برنامج التطبيب عن بعد.

## التركيبة السكانية
غالبية سكان سوجو هم من الهان الصينيين. اللغة الرسمية للبث والتعليمات وما إلى ذلك هي لغة الماندرين الصينية، على الرغم من أن الكثيرين يتحدثون لهجة محلية تُعرف باسم لهجة سوجو ‏، وهي تنتمي لعائلة لغة وو. بالإضافة إلى المغتربين الأمريكيين والأوروبيين، هناك جالية كورية كبيرة في سوجو. قدر البنك الصناعي الكوري أن هناك 15.000 كوري في البلدية في عام 2014. في ذلك العام عملت 850 شركة كورية في سوجو، وكان الكوريون يشكلون أكبر عدد من الطلاب في مدرسة سوجو سنغافورة الدولية.

| الجهة                  | مجموع السكان 总户籍人口 (شخص) | السكان المقيمون 常住人口 (10,000 شخص) |
| ---------------------- | ----------------------------- | ------------------------------------- |
| كل البلدية             | 6 670 124                     | 1061.60                               |
| المنطقة الحضرية        | 3 412 564                     | 549.21                                |
| مقاطعة جوسو            | 734 362                       | 95.20                                 |
| مقاطعة وو زهونغ        | 631 602                       | 112.12                                |
| مقاطعة شيانغتشنغ       | 405 400                       | 72.87                                 |
| مقاطعة هوتشيو          | 363 713                       | 59.08                                 |
| المنطقة الصناعية       | 459 535                       | 80.26                                 |
| مقاطعة ووجيانغ         | 817 952                       | 126.68                                |
| مدن على مستوى المقاطعة | 3 257 560                     | –                                     |
| تشانغشو                | 1 068 211                     | 151.01                                |
| تشانغ جياغانغ          | 922 757                       | 125.31                                |
| كونشان                 | 787 031                       | 165.12                                |
| تاي كانغ               | 479 561                       | 70.95                                 |

## الاقتصاد
يعتمد اقتصاد سوجو بشكل أساسي على قطاع التصنيع الكبير - ثاني أكبر قطاع في الصين - بما في ذلك الحديد والصلب وتكنولوجيا المعلومات والمعدات الإلكترونية ومنتجات المنسوجات. قطاع الخدمات في المدينة متطور بشكل ملحوظ، ويرجع ذلك أساسًا إلى السياحة، التي جلبت إجمالي 152 مليار يوان من الإيرادات في عام 2013. تجاوز إجمالي الناتج المحلي لسوجو 1.3 تريليون يوان صيني في عام 2013 (بزيادة 9.6 في المائة عن العام السابق).
تُعدُّ المدينة أيضًا واحدة من أهم الوجهات الصينية للاستثمار الأجنبي، بناءً على قربها النسبي من شنغهاي وتكاليف التشغيل المنخفضة نسبيًا. سنّت الحكومة البلدية تدابير مختلفة لتشجيع الاستثمار الأجنبي المباشر في عدد من قطاعات التصنيع (مثل الأدوية والسلع الإلكترونية والسيارات) والخدمات (مثل الخدمات المصرفية واللوجستية وخدمات البحث). من بين هذه التدابير سياسة ضريبية تفضيلية لشركات رأس المال الاستثماري ذات الشراكة المحدودة في منطقة سوجو الصناعية.
سوجو هي منطقة اقتصادية عالية التطور في الصين وهي المركز الاقتصادي والصناعي والتجاري واللوجستي لمقاطعة جيانغسو، فضلاً عن كونها مركزًا ماليًا وثقافيًا وفنيًا وتعليميًا ومركزًا مهمًا للنقل.
 الزراعة 
في عام 2013، بلغ إجمالي إنتاج الحبوب 1,311,200 طن، بانخفاض قدره 2.9 ٪.
تم ضمان إمدادات الحبوب بشكل فعال من خلال البناء النشط لقواعد إنتاج الحبوب السلعية وأسواق الحبوب بالجملة وأنظمة الاحتياطي.
 الحرف اليدوية التقليدية 
كانت سوجو دائمًا قاعدة مهمة لإنتاج الحرير من دودة القز في الصين. منذ عهد سلالتي سونغ ويوان، كانت سوجو واحدة من مراكز نسج وصباغة الحرير في البلاد، وفي عهد سلالة مينج، المنطقة المحيطة بسوجو، كانت سونغ مسرحًا لـ «ملابس العالم».

### مناطق التنمية

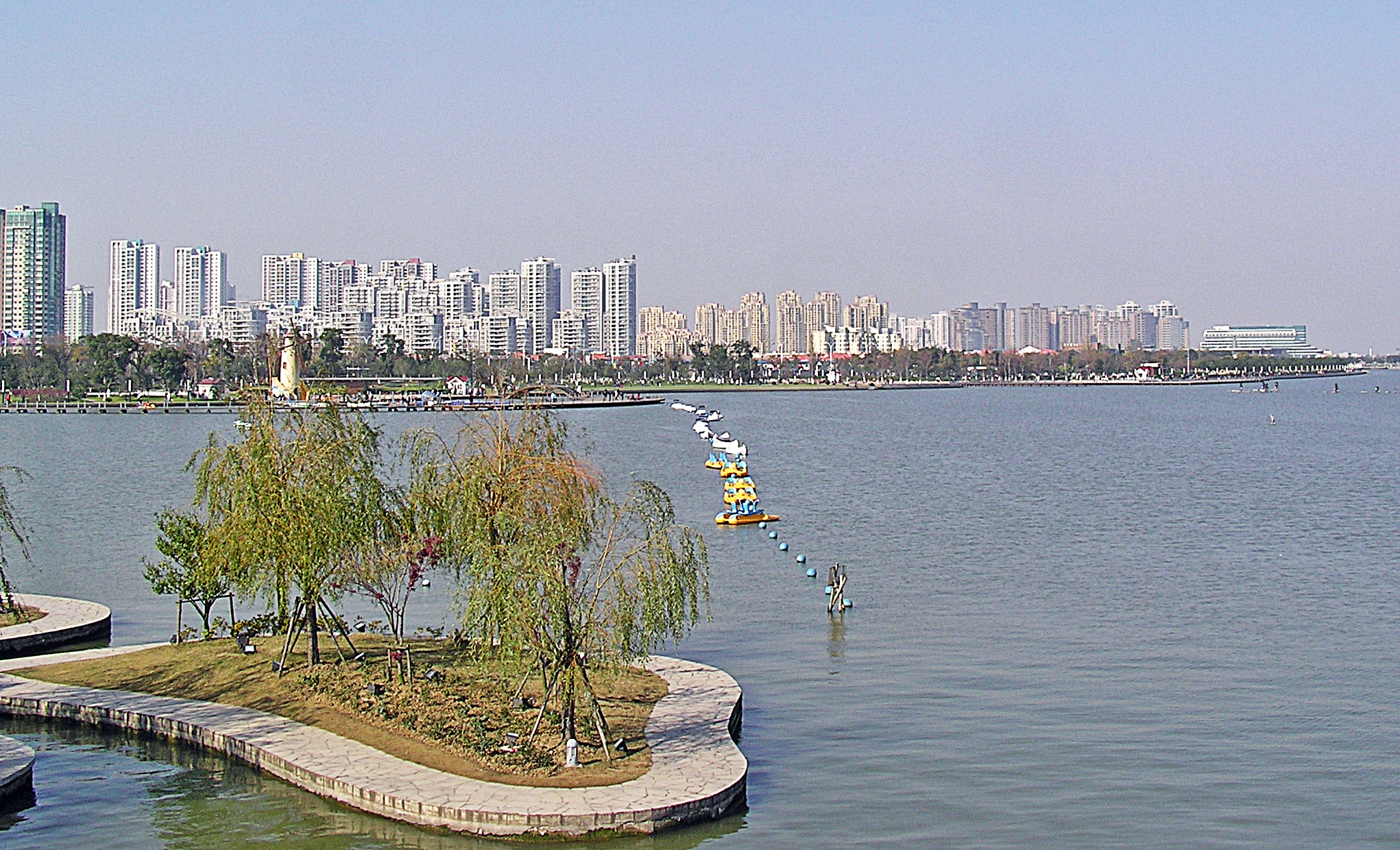
منطقة سوتشو الصناعية، الضفة الغربية لبحيرة جينجي

#### منطقة سوجو الصناعية
منطقة سوجو الصناعية ‏ هي أكبر مشروع تعاوني بين الحكومة الصينية والسنغافورية. تقع بجانب بحيرة جينجي ‏، التي تقع إلى الشرق من مدينة سوجو القديمة. في 26 فبراير 1994، مثّل نائب رئيس مجلس الدولة لي لانكينغ ‏ والوزير الأول لي كوان يو الصين وسنغافورة على التوالي في التوقيع على اتفاقية التطوير المشترك لمنطقة سوجو الصناعية (الذي كان يُطلق عليه في الأصل منطقة سنغافورة الصناعية). بدأ المشروع رسميًا في 12 مايو من العام نفسه. تبلغ مساحة منطقة سوجو الصناعية 288 كـم2 (111 ميل2)، منها منطقة التعاون بين الصين وسنغافورة تغطي 80 كـم2 (31 ميل2) مع عدد سكاني مخطط يبلغ 1.2 مليون نسمة.
منطقة سوجو الصناعية هي موطن لمنطقة الابتكار العلمي والتعليمي لبحيرة سوجو دوشو، وهي منطقة من الجامعات ومؤسسات التعليم العالي، بما في ذلك جامعة سوجو وجامعة شيان جياوتونغ ليفربول. تعتبر منطقة سوجو الصناعية أيضًا منطقة سكنية شهيرة للعديد من الأجانب الذين يعملون ويعيشون في سوجو، وكذلك سكان «سوجو الجدد» الذين هاجروا إلى المنطقة بحثًا عن فرص عمل.

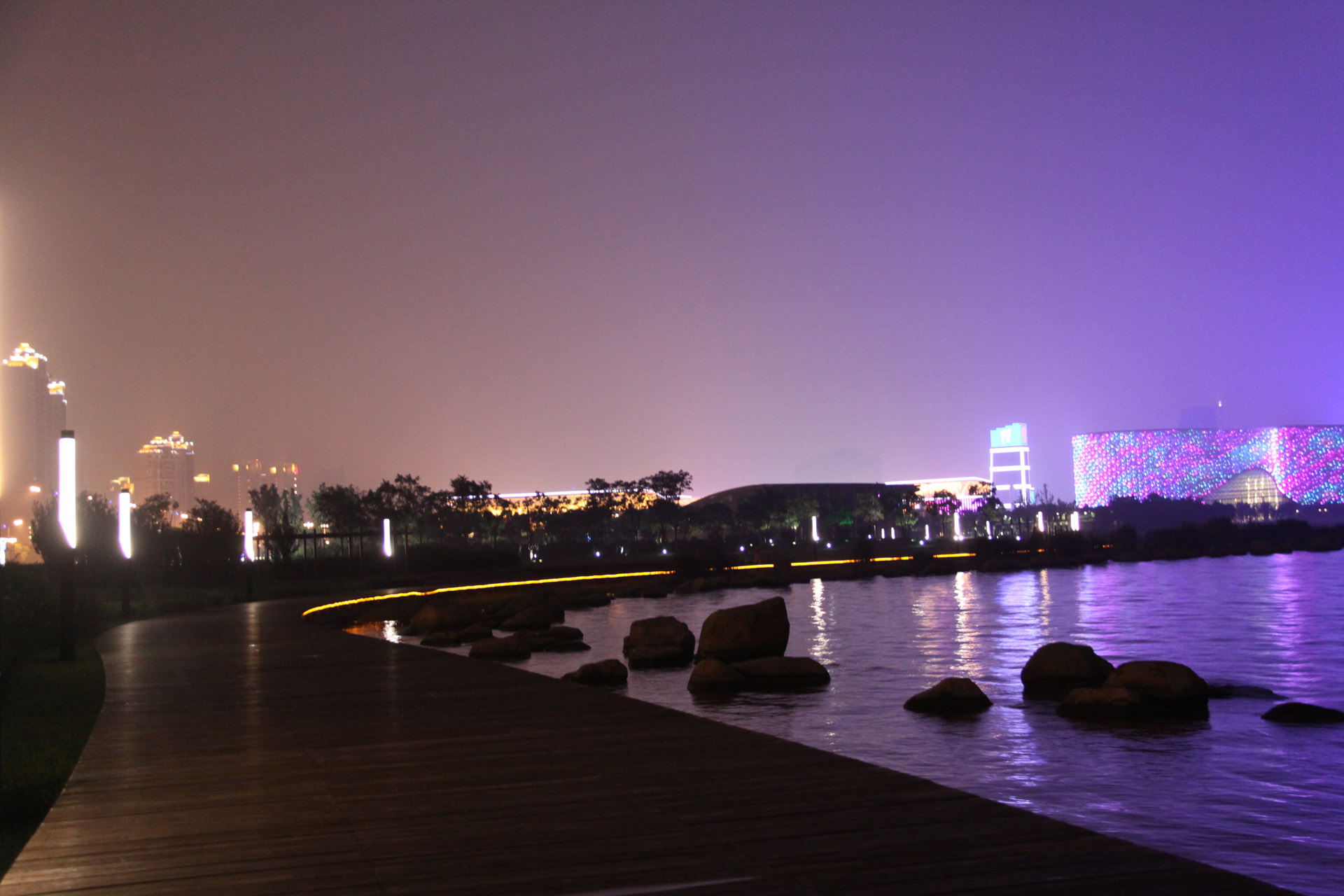
منظر ليلي لبحيرة جينجي بسوجو بمنطقة سوجو الصناعية

#### منطقة سوجو الصناعية للتصدير
تمت الموافقة على إنشاء منطقة معالجة الصادرات بمنطقة سوجو الصناعية من قبل الحكومة في أبريل 2000، بمساحة تخطيط تبلغ 2.9 كـم2 (1.1 ميل2). داخل منطقة معالجة الصادرات، جميع البنى التحتية ذات مستوى عالٍ.

#### منطقة سوجو الجديدة
تم إنشاء منطقة سوجو الجديدة في عام 1990. في نوفمبر 1992، تمت الموافقة على المنطقة لتكون المنطقة الصناعية عالية التقنية على المستوى الوطني. بحلول نهاية عام 2007، بلغ رأس المال المسجل للشركات ذات الاستثمار الأجنبي 13 مليار دولار أمريكي، وتم دفع 6.8 مليار دولار منها. وتستضيف منطقة سوجو الجديدة الآن أكثر من 1500 شركة أجنبية. أقامت حوالي 40 شركة من شركات فورتشين 500 نحو 67 مشروعًا في المنطقة.

## الرياضات
يلعب نادي سوجو دونغوو حاليًا في الدوري الصيني الدرجة الثانية، القسم الثالث لكرة القدم الصينية. اعتُمد مركز سوجو الأولمبي الرياضي -الذي يضم 13000 مقعدًا- خلال بطولة كأس العالم لكرة السلة 2019.

## وسائل النقل

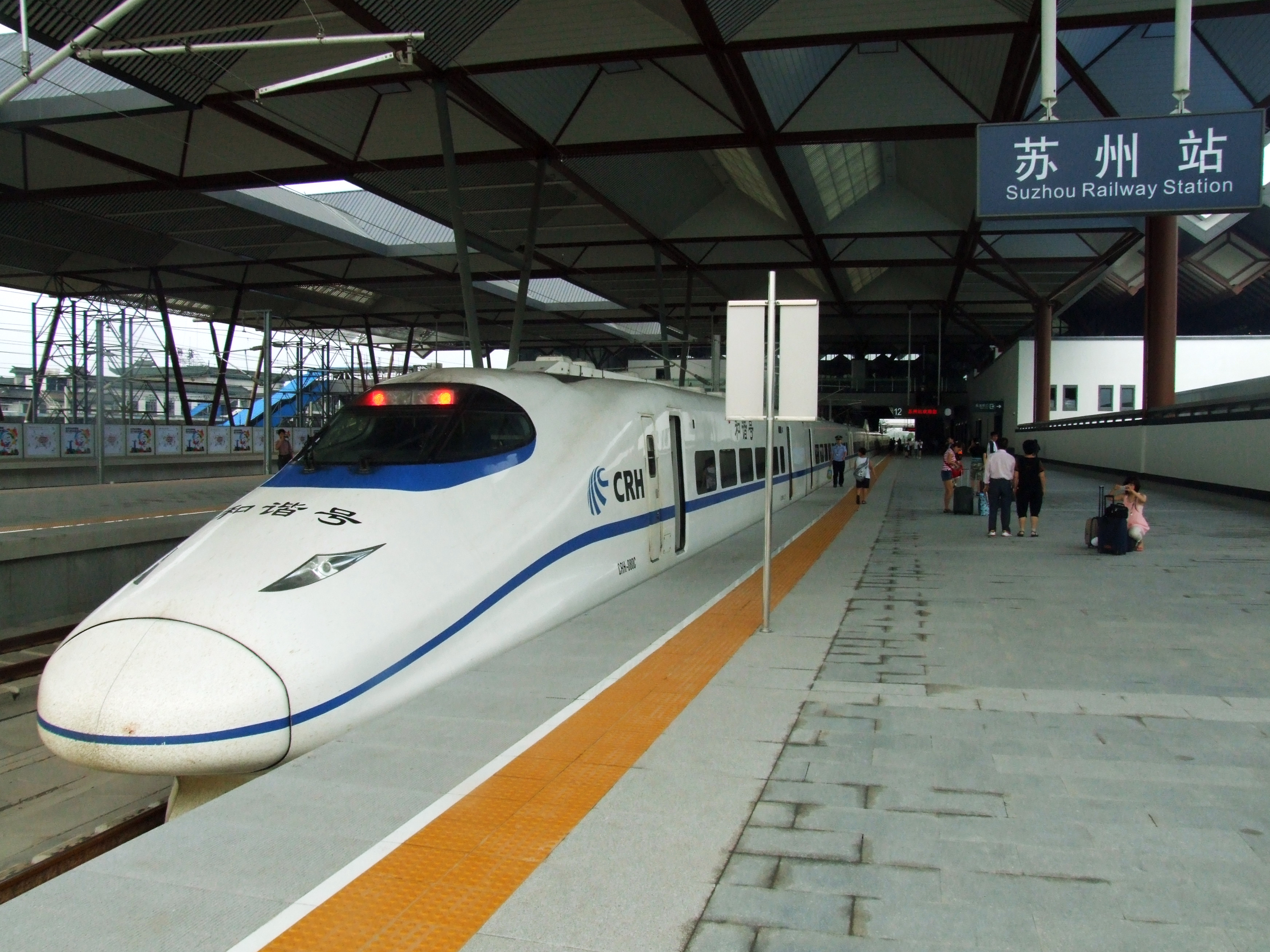
محطة سوجو للسكك الحديدية

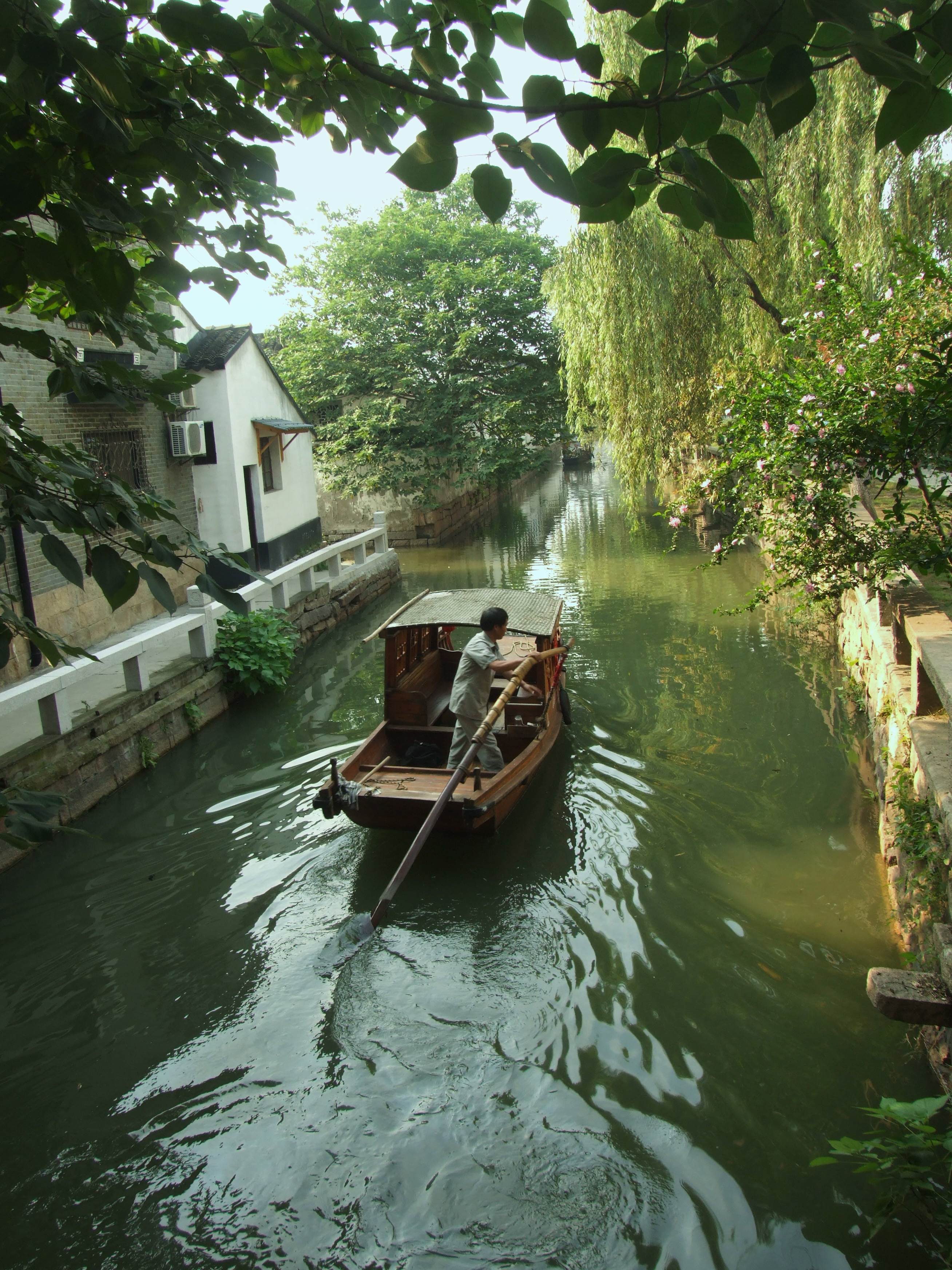
قناة بينغجيانغ

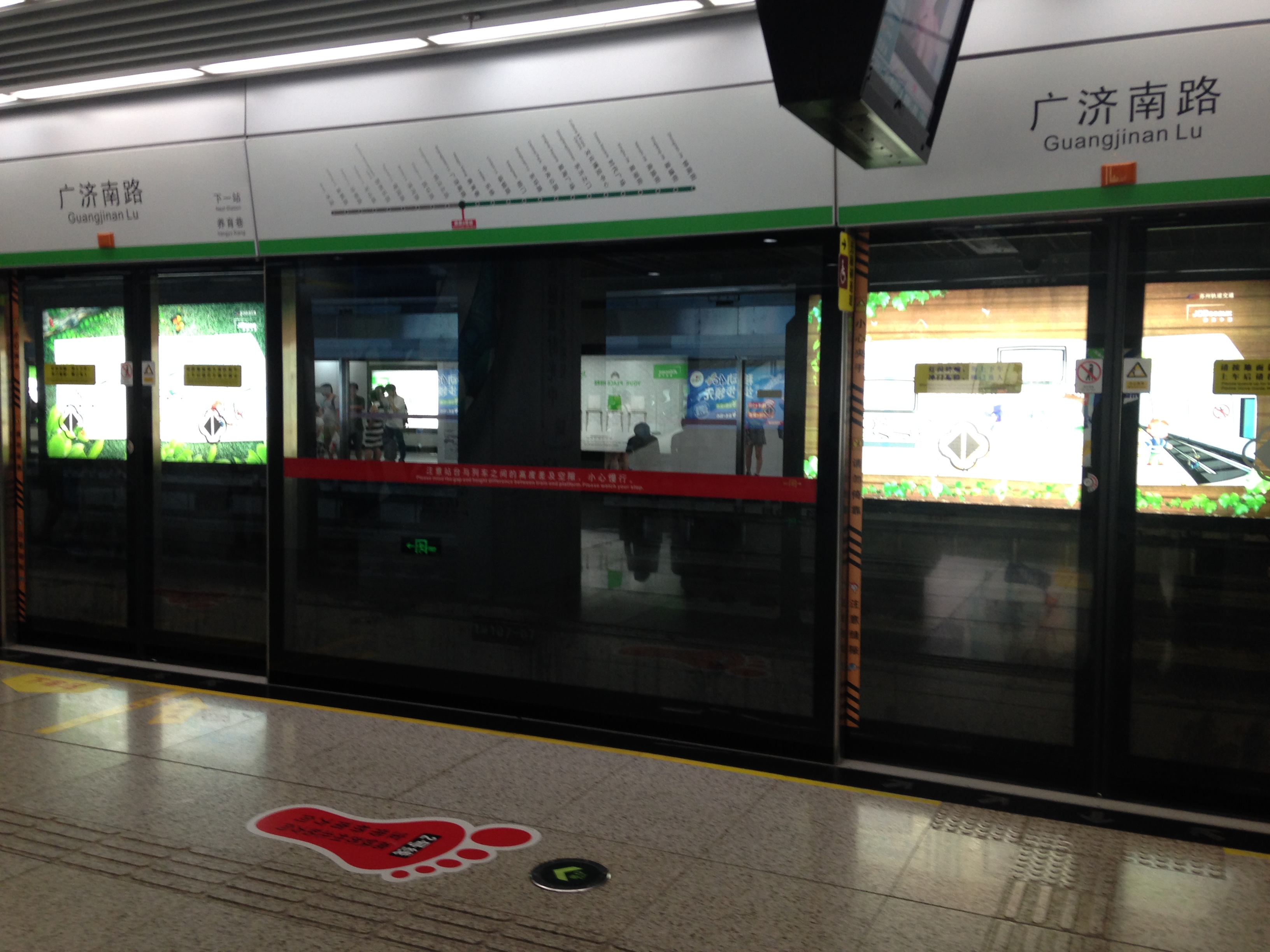
يتكون مترو سوجو من أربعة خطوط

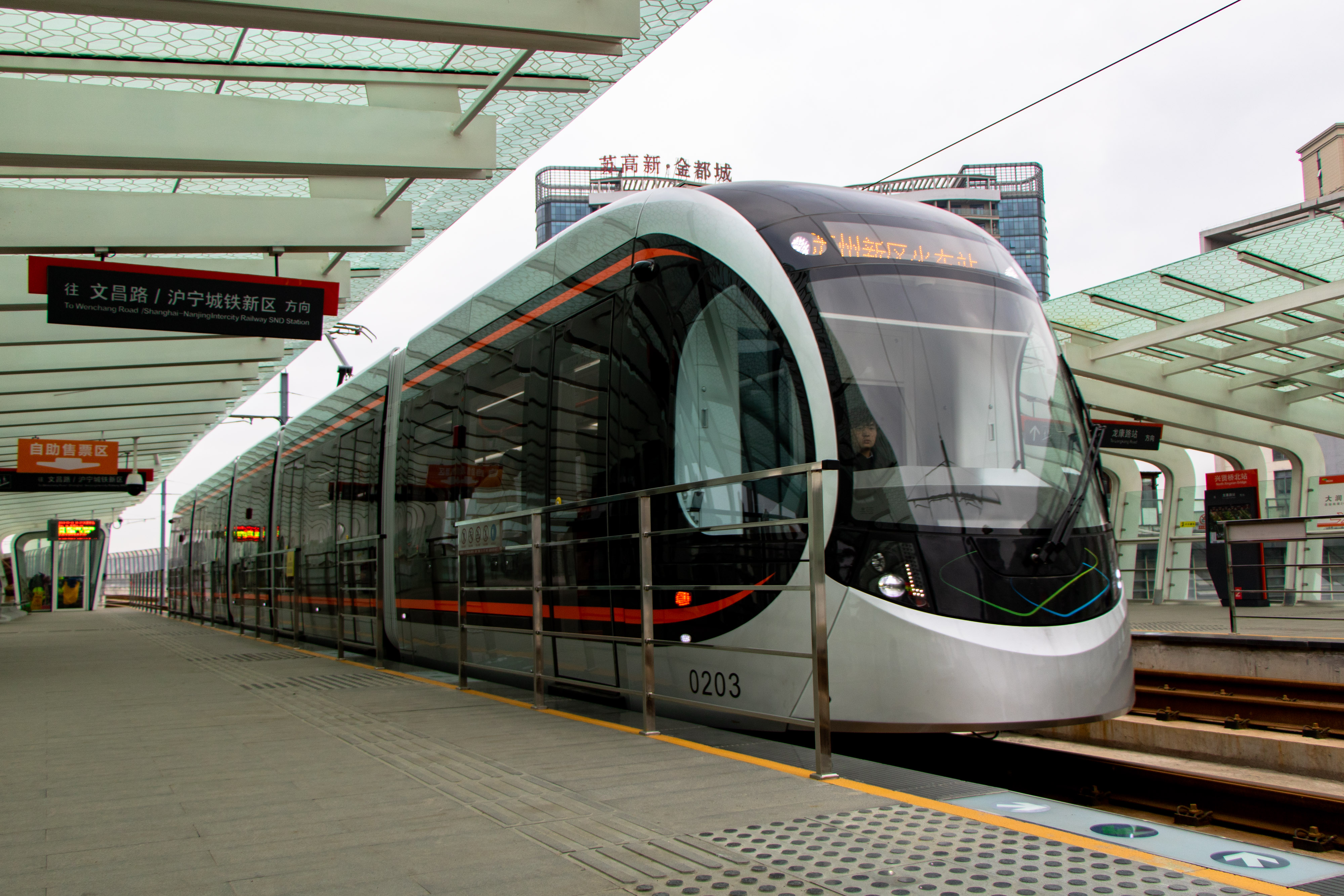
ترام سوجو في منطقة سوجو الجديدة

### السكة الحديدية
تقع سوجو على ممر شنغهاي - نانجينغ الذي يحمل ثلاثة خطوط سكك حديدية متوازية. تعد محطة سوجو للسكك الحديدية ‏، بالقرب من وسط المدينة، من بين أكثر محطات الركاب ازدحامًا في الصين. يخدمها سكة حديد بكين - شنغهاي (قطارات «تقليدية» في الغالب إلى المحطات في جميع أنحاء الصين) والسكك الحديدية بين شنغهاي نانجينغ (قطارات عالية السرعة من السلسلة D و G توفر خدمة متكررة بشكل أساسي بين شنغهاي ونانجينغ). يستغرق الوصول إلى محطة شنغهاي للسكك الحديدية ‏ نحو 25 دقيقة فقط على أسرع قطارات (G-series)، وأقل من ساعة واحدة للوصول إلى نانجينغ.
تقع محطة سوجو الشمالية للسكك الحديدية، على بعد بضعة كيلومترات إلى الشمال، على خط سكة حديد بكين-شانغهاي (افتتحت عام 2011)، وتخدمها قطارات عالية السرعة إلى بكين وتشينغداو، إلخ.
تخدم المحطات الأخرى على سكة حديد بكين - شنغهاي والسكك الحديدية بين شنغهاي ونانجينغ نقاطًا أخرى في نفس الممر داخل مدينة على مستوى مقاطعة سوجو، مثل كونشان. بين محطة سكة حديد سوجو وجنوب كونشان، تُعدُّ محطة سكة حديد منطقة سوجو الصناعية أيضًا محطة مهمة للأشخاص الذين يزورون ويعيشون في المناطق.
الجزء الشمالي من المدينة، الذي يضم تتشانغ جياغانغ وتشانغشو وتاي كانغ، ليس به حاليًا خدمة سكة حديد. ومع ذلك، توجد خطط لخط سكك حديدية عبر يانغتسي من نانتونغ إلى منطقة شنغهاي الحضرية (سكة حديد شنغهاي - نانتونغ)، والتي ستمر عبر معظم هذه المدن على مستوى المحافظة. بدأت أعمال البناء في عام 2013، واستغرقت خمس سنوات ونصف.

### الطرق السريعة
يربط طريق نانجينغ - شنغهاي السريع بين سوجو وشنغهاي، وبدلاً من ذلك، هناك طريق نهر يانغتسي السريع وطريق سوجو -جياشينج-هانغتشو السريع. في عام 2005، تم الانتهاء من طوق سوجو الخارجي، الذي يربط المدن الطرفية على مستوى المحافظة في تاي كانغ وكونشان وتشانغشو. يمر «طريق الصين السريع الوطني 312» أيضًا عبر سوجو.

### النقل الجوي
يوجد في سوجو ثلاثة مطارات، مطار سنن شوفانغ الدولي (المملوك من قبل ووشي وسوجو)، ومطار شانغهاي هونغكياو الدولي (ساعة واحدة بالسيارة)، ومطار شانغهاي بودنغ الدولي (ساعتان بالسيارة).

### النقل المائي
سنة 2012، تعامل ميناء سوجو -على الضفة اليمنى لنهر يانغتسي- مع 428 مليون طن من البضائع و 5.86 مليون حاوية مكافئة، مما جعله أكثر الموانئ النهرية الداخلية ازدحامًا في العالم من حيث حمولة البضائع السنوية وحجم الحاويات.

### المترو
يوجد في مترو سوجو حاليًا أربعة خطوط قيد التشغيل وخمسة خطوط أخرى قيد الإنشاء. يتكون المخطط الرئيسي من تسعة خطوط مستقلة. بدأ تشغيل الخط 1 في 28 أبريل 2012، وبدأ تشغيل الخط 2 في 28 ديسمبر 2013، وبدأ تشغيل الخط 4 في عام 2017. اعتبارًا من مارس 2020، أصبح الخط 5 والخط 6 والخط 7 والخط 8 والخط S1 قيد الإنشاء في الوقت نفسه.

### الترام
يحتوي نظام ترام سوجو على طريقين في منطقة سوجو الجديدة.

### الحافلات
سوجو لديها خطوط حافلات عامة تصل إلى جميع أنحاء المدينة. الأسعار ثابتة، وعادة ما تكون 1 يوان للحافلة غير المكيفة و 2 يوان للحافلة المكيفة.[بحاجة لمصدر] (سوجو BRT)، هو نظام باص سريع التردد بطول 25 كيلومترًا (16 ميلًا) تم افتتاحه في عام 2008، يعمل على تشغيل 5 خطوط باستخدام خطوط حافلات مرتفعة وممرات للحافلات فقط في جميع أنحاء المدينة.

## توأمة
لسوجو (مدينة) اتفاقيات توأمة مع كل من:
- البندقية
- فيكتوريا
- إكيدا
- كانازاوا
- بورتلاند
- بلد تولسيا
- جونجو
- كاميوكا
- ريغا
- الإسماعيلية
- غرونوبل
- نايميخن
- هيغاشيموراياما
- إيسبيرغ
- كونستانس
- تاوبو [الإنجليزية]‏
- ناباري
- بورتو أليغري
- جاكسونفيل
- ريهيماكي
- تيبيك
- نوفي سونتس
- كييف (14 يونيو 2005 -)[63]
- زاباروجيا
- لوغان سيتي
- أنتاناناريفو
- محافظة سانتياغو ديل استيرو
- فينيا ديل مار
- يونغجو
- دايسن [الإنجليزية]‏
- ريزا
- سنتا لوقية [الإنجليزية]‏
- هيروكاوا [الإنجليزية]‏
- بورتلاند
- إيهيجي [الإنجليزية]‏
- ماروغامه
- آيابه
- ساتسوماسينداي
- إباتينجا
- ويتير
- بريست
- سووث إل مونتي
- غرووتفونتين [الإنجليزية]‏
- تاهارا
- توتوري
- Rosolina [الإنجليزية]‏
- أوتشينادا [الإنجليزية]‏
- بورغوان-جاليو
- تشيبا
- هواسونغ
- ناغو
- ليون

## أعلام
- كاي يون
- شي ناي آن
- ين شيا-كان
- تشن يان تشينغ
- كارينا لاو
- لي روي
- تشانغ بينغ لين

## وصلات خارجية
- الموقع الرسمي
- ملحق للمعجم الجغرافي المحلي لولاية وو